# ラムちゃんの戦争
『ラムちゃんの戦争』（ラムちゃんのせんそう）は、和田慎二の漫画作品。『月刊プリンセス』1978年4月号に掲載された。

## 概要
あまり勉強のできない小学生ラムが、マッドサイエンティストのおじいちゃんに巨大人型ロボットを作ってもらって大暴れするという筋である。

## 書籍情報
『ラムちゃんの戦争 - 和田慎二傑作集』
白泉社〈ジェッツコミックス〉、1985年、ISBN 459213057X
- 「ラムちゃんの戦争」プリンセス1978年4月号
- 「さよなら林間学校999（スリーナイン）」プリンセス1981年7月号
- 「ラムちゃんの戦争（ワイド版）」花とゆめ1983年2号、3号

「ラムちゃんの戦争」や「さよなら林間学校999」は秋田書店刊『恐怖の復活』にも収録されている。